# Grundfreibetrag (Österreich)
Der Grundfreibetrag stellt in Österreich sicher, dass das zur Bestreitung des Existenzminimums nötige Einkommen nicht durch Steuern gemindert wird.
Er wird in § 10 Einkommensteuergesetz 1988 geregelt.

## Privatpersonen
Für Privatpersonen beträgt der Grundfreibetrag bzw. der Grenzsteuersatz 0 % für Einkommensteile von 0 bis 11.000 Euro jährlich (§ 33 des Einkommensteuergesetz).

## Einzelunternehmen und Gesellschafter
Ab dem Veranlagungsjahr 2010 kommen nach § 10 EStG natürliche Personen (Einzelunternehmer, Gesellschafter von Personengesellschaften) mit betrieblichen Einkünften in den Genuss eines Gewinnfreibetrages, durch den auch fiktive zusätzliche Betriebsausgaben absetzbar sind. Der Gewinnfreibetrag unterteilt sich in den  Grundfreibetrag und den investitionsbedingten Freibetrag.

### Grundfreibetrag
Gemäß § 10 Abs. 1, Z. 1 und 2 EStG kann für einen Gewinn bis 30.000 Euro ein Grundfreibetrag von 15 % des jeweiligen Gewinns bis maximal 4.500 Euro (das sind 15 % von 30.000 Euro) pro Person und Jahr beansprucht werden. Der Grundfreibetrag wird bei der Veranlagung zur Einkommensteuer automatisch ohne Investitionsnachweis berücksichtigt.

### Investitionsbedingter Freibetrag
Übersteigt der Gewinn 30.000 Euro, kann bis zur Höhe von 580.000 Euro ein investitionsbedingter Freibetrag geltend gemacht werden. Voraussetzung dafür ist, dass im Wirtschaftsjahr entsprechende Investitionen in begünstigte Wirtschaftsgüter (Nutzungsdauer mindestens vier Jahre) und begünstigte Wertpapiere getätigt wurden.
Bei jeder Form der Betriebsausgabenpauschalierung steht nur der Grundfreibetrag zu.